# Anomala sucki
Anomala sucki är en skalbaggsart som beskrevs av Ohaus 1916. Anomala sucki ingår i släktet Anomala och familjen Rutelidae. Inga underarter finns listade i Catalogue of Life.